# Due amici (film 2015)
Due amici (Les deux amis) è un film del 2015 diretto da Louis Garrel.